# Daphne genkwa
Daphne genkwa är en tibastväxtart som beskrevs av Sieb. och Zucc.. Daphne genkwa ingår i släktet tibaster, och familjen tibastväxter. Inga underarter finns listade i Catalogue of Life.

## Bildgalleri

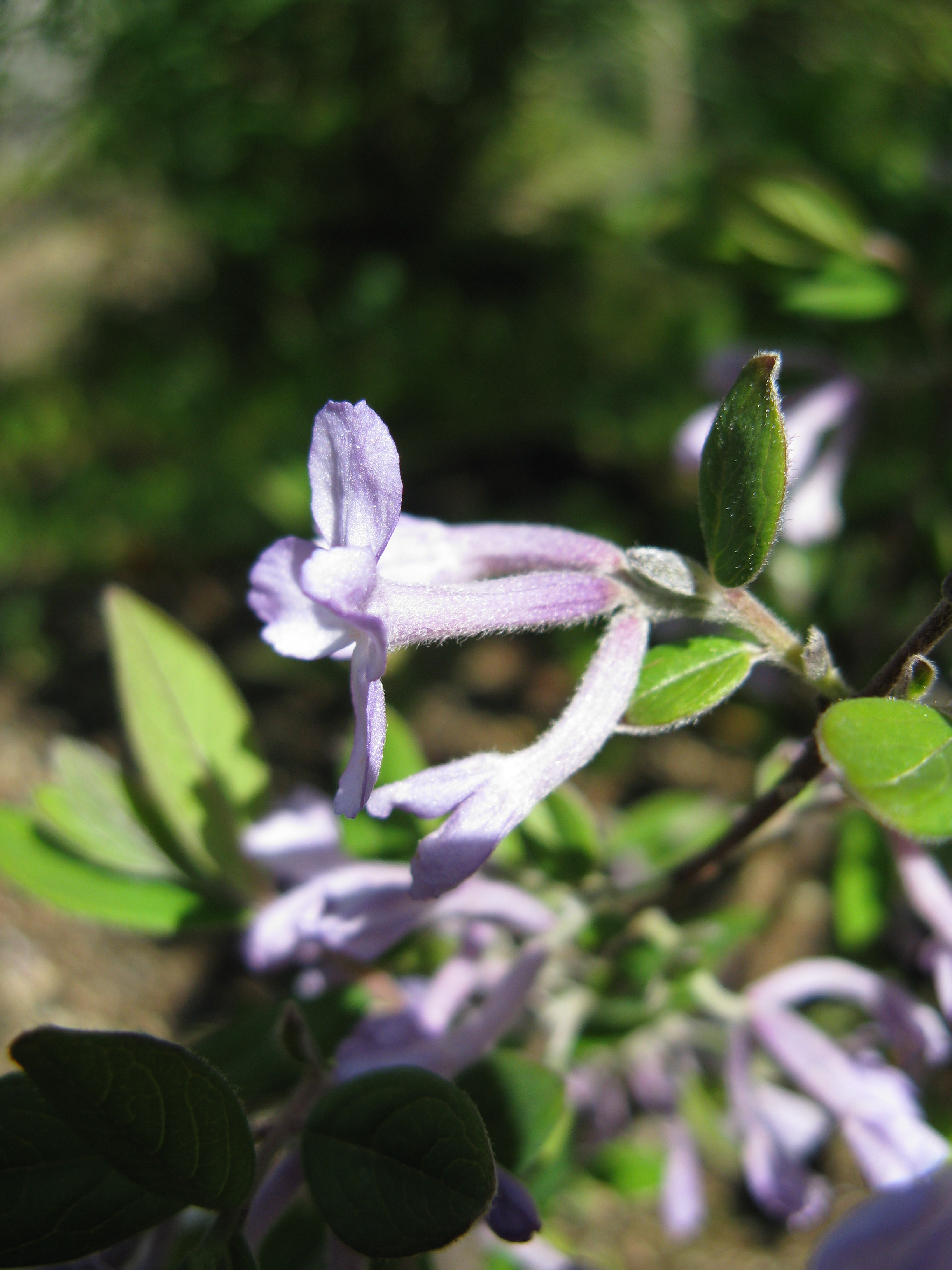
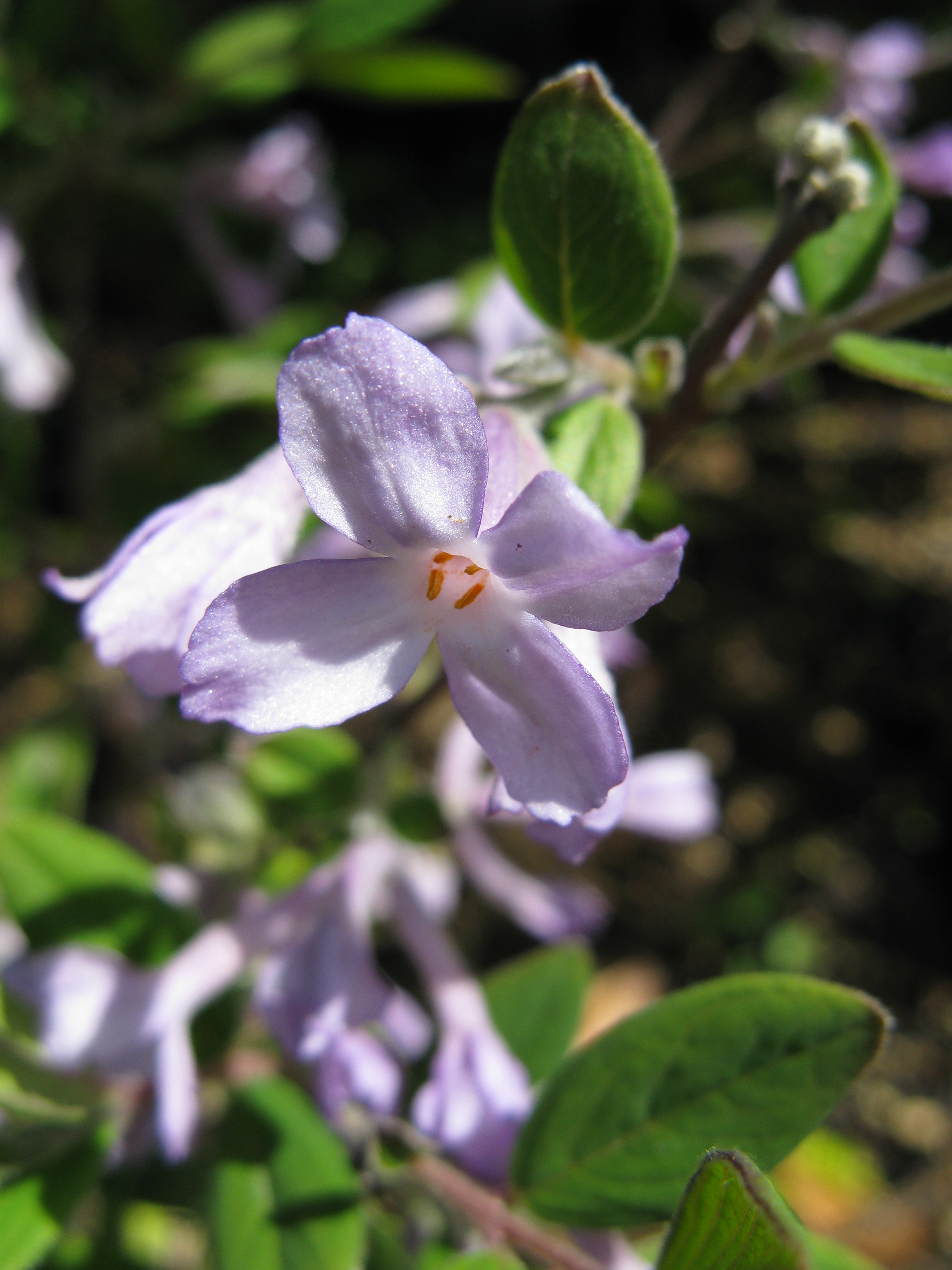
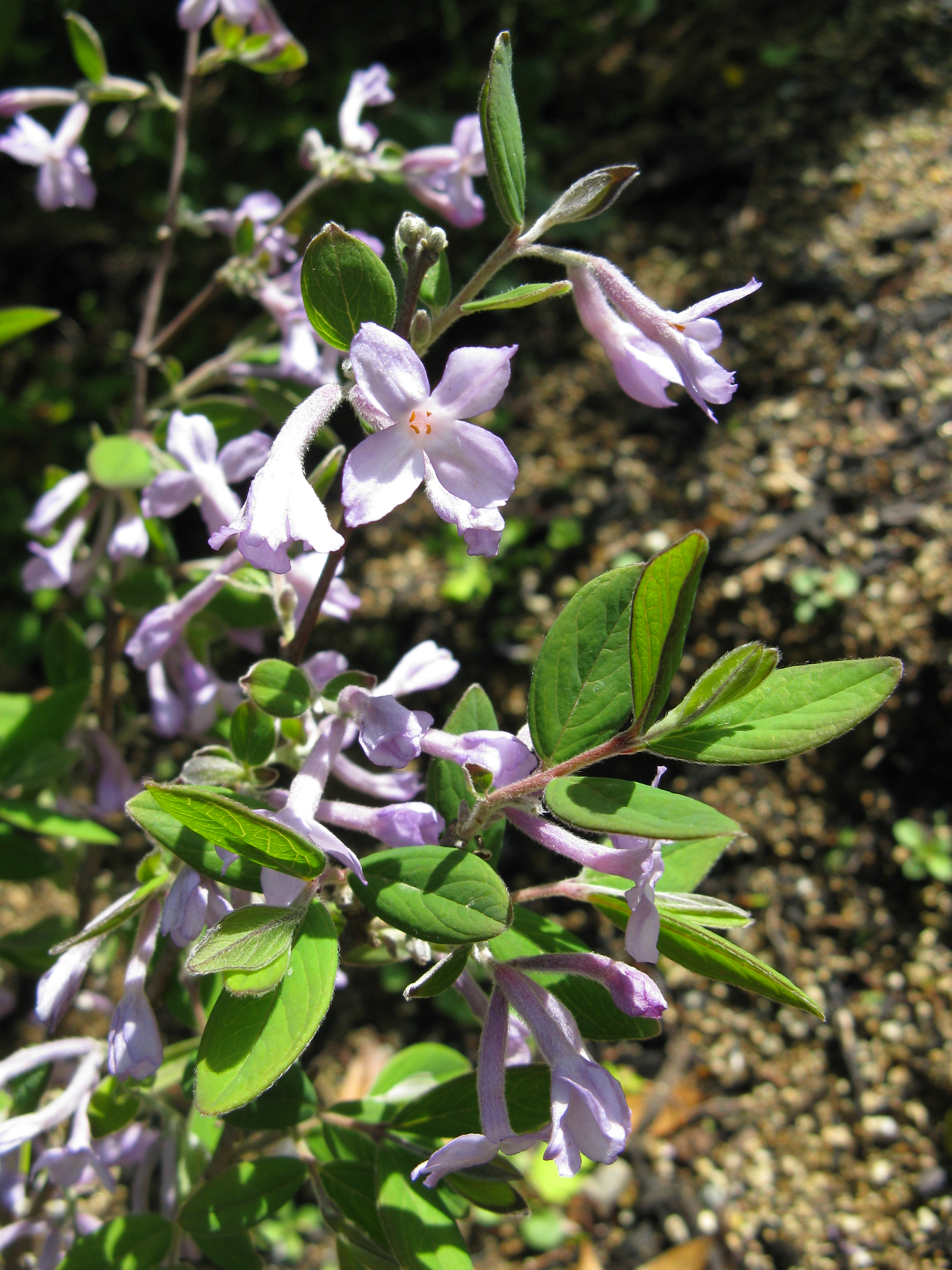